# خانه دادار
خانه دادار مربوط به دوره قاجار است و در شهرستان آمل، بخش امام‌زاده عبدالله، دهستان بالا خیابان لیتکوه واقع شده و این اثر در تاریخ ۲۲ دی ۱۳۹۹ با شمارهٔ ثبت ۳۳۱۸۹ به‌عنوان یکی از آثار ملی ایران به ثبت رسیده‌است.